# 雨光
《雨光》（韓語：비광）是一部即將上映的韓國黑色劇情片，由《白小姐》導演李智媛執導，柳承龍、河智苑与金詩雅主演。

## 劇情概要
講述一對備受大眾喜愛的明星夫婦中九和南美因為突然出現的孩子冬珠而跌入深淵，但為了守護捲入衝擊事件的孩子而孤軍奮戰的故事。

## 演員陣容

### 主要人物
- 柳承龍 飾演 黃中九，為了女兒冬珠拋下一切的前棒球選手。[2]
- 河智苑 飾演 南美，雖然是當代最頂級的明星，卻淪落為生計型藝人。[3]
- 金詩雅 飾演 黃冬珠，中九的女兒、捲入衝擊事件的10代少女。[4]
  - 李裕珠 饰演 童年时期的黄冬珠

### 其他人物
- 金海淑 飾演 李起實
- 金善映 飾演 黃智淑[5]
- 金永敏 飾演 李聖民[6]
- 劉在明 飾演 郭昌基，大企業老闆、中九以前的球隊老闆。[7]
- 朴明勳 飾演 具寬宇，調查中九捲入事件的警察、充滿野心的人物。[8]
- 李柱元 飾演 黃卞，中九的鐵桿粉絲。
- 李玄均 飾演 崔旭
- 孔慶培 飾演 孔警官
- 劉在尚 飾演 李宇宰
- 張彩京 飾演 金惠利
- 李宇哲 飾演 派出所巡警1
- 文正大

## 製作
该片原定2020年6月開拍，但因COVID-19疫情影響推遲了一年至2021年6月23日開拍，同年9月19日殺青。

## 发行
2021年12月，發行方曾宣佈該片將於2022年7月27日上映。

## 外部連結
- NAVER上《雨光》的資料
- Daum上《雨光》的资料
- 韩国电影数据库（KMDb）上《雨光》的資料